# Adelino Amaro da Costa
Adelino Manuel Lopes Amaro da Costa GCIH (Oeiras, Algés, 18 de Abril de 1943 — Loures, Camarate, 4 de Dezembro de 1980) foi um engenheiro civil e político português.

## Biografia
Filho de um Engenheiro Civil pelo Instituto Superior Técnico da Universidade Técnica de Lisboa, Manuel Rafael Amaro da Costa (Odemira, São Martinho das Amoreiras, 10 de Janeiro de 1910 - ?), de alguma ascendência da Nobreza rural, e de sua mulher (Lisboa, 1937) Joaquina da Conceição Duarte Lopes Nunes (Odemira, Relíquias, 22 de Janeiro de 1914 - Lisboa, Alvalade, 19 de Junho de 1991).
Viveu desde a infância até ao início da adolescência na Ilha da Madeira e, após os estudos secundários, que realizou no Liceu Camões, ingressou no Instituto Superior Técnico. Foi presidente do Núcleo da Juventude Escolar Católica no Liceu Camões, entre 1956 e 1960. Praticou rugby e futebol.
Licenciado em Engenharia Civil, estagiou na Direção-Geral dos Serviços Hidráulicos e na empresa de projetistas Hidrotécnica Portuguesa, onde, terminado o curso, ingressou como engenheiro. Em 1967 iniciou na Marinha de Guerra o serviço militar, tendo exercido funções como técnico especialista da Reserva Naval no Instituto Hidrográfico até 1970.
Também em 1970 foi contratado como assistente no Grupo de Hidráulica do Instituto Superior Técnico, função que abandonou em 1974.
Entre 1965 e 1970 foi editor do jornal universitário Tempo, órgão de informação gerido em regime de sociedade de redatores, do qual fora fundador, ainda como estudante de Engenharia. Nesse período, colaborou regularmente no Diário de Lisboa e no Diário Popular, tendo, também, assinado colaboração em diversas publicações, designadamente na revista Rumo. A partir de 1969 passou a desempenhar as funções de correspondente em Lisboa do quotidiano espanhol Madrid, deixando de exercer a função aquando da suspensão e posterior dissolução deste jornal pelo governo franquista. Mais tarde viria a colaborar n'O Século e no semanário Expresso.
Entretanto, e desde finais de 1968, iniciou a sua colaboração no Gabinete de Estudos e Planeamento da Ação Educativa. No ano seguinte, fez parte do Grupo de Inquérito do Ensino Superior, o qual, porém, foi forçado, em meados de 1969, a auto impor-se o fim do seu mandato devido à ausência de condições políticas para o desenvolvimento do seu trabalho. A partir daí, continuou a dar o seu concurso técnico aos trabalhos do GEPAE sobre ensino superior, sendo mais tarde nomeado para adjunto do Presidente da Direção. Impulsionando os estudos sobre Procura Social do Ensino Superior, organizou um grupo de análise e investigação sistemática sobre questões do ensino pré-secundário. Mais tarde, trabalhou ativamente na reestruturação do GEPAE, de que haveria de resultar o Gabinete de Estudos e Planeamento do Ministério da Educação, sendo nomeado seu subdiretor, em 1973, e seu diretor, em janeiro de 1974; era Ministro da Educação José Veiga Simão.
Ainda no âmbito da sua atividade no Ministério da Educação, participou intensamente em numerosos estudos nos domínios do planeamento e da inovação educativa; foi membro da representação portuguesa em numerosas reuniões do Comité de Educação da OCDE e em conferências ministeriais desta organização internacional, sobre política educativa, política científica, e política de mão-de-obra. Estagiou em Inglaterra, em 1970, ao abrigo do Programa de Assistência Técnica da OCDE.
Em Novembro de 1979, casou-se com Maria Manuela Simões Vaz Pires, nascida em 1946, doutorada em Química e professora universitária, tendo assim renunciado ao voto de castidade feito quando aderiu, no princípio dessa década, à Opus Dei.

### Carreira política
Após a Revolução de 25 de Abril, influenciado pela Democracia Cristã, foi um dos fundadores do então Centro Democrático Social, de que viria a ser um dos mais carismáticos dirigentes; foi o primeiro secretário-geral eleito do CDS, em 1974.
Foi deputado à Assembleia Constituinte, eleito em 1975, e deputado à Assembleia da República, sucessivamente eleito nas legislativas de 1976, 1979 e 1980, tendo liderado o Grupo Parlamentar do CDS.
Após a vitória da Aliança Democrática, nas eleições legislativas de 1980, foi-lhe atribuída o cargo de Ministro da Defesa Nacional do VI Governo, tornando-se assim o primeiro civil a assumir esse ministério depois do 25 de Abril.
Na noite de 4 de Dezembro de 1980, uma quinta-feira, foi vítima do despenho de um avião Cessna em Camarate, onde viajava em direcção ao Porto, em conjunto com Maria Manuela Pires, sua mulher (gestante), o então primeiro-ministro Francisco Sá Carneiro, a companheira deste, Snu Abecassis, bem como o chefe de gabinete do primeiro-ministro, António Patrício Gouveia e os dois pilotos. Sá Carneiro e Amaro da Costa iam participar num comício de apoio a Soares Carneiro, o candidato da AD nas eleições presidenciais de 1980.

### Condecorações
A 13 de Julho de 1981, a título póstumo, com a Grã-Cruz da Ordem do Infante D. Henrique.

## Funções governamentais exercidas
- VI Governo Constitucional
  - Ministro de Estado da Defesa Nacional

## Homenagens

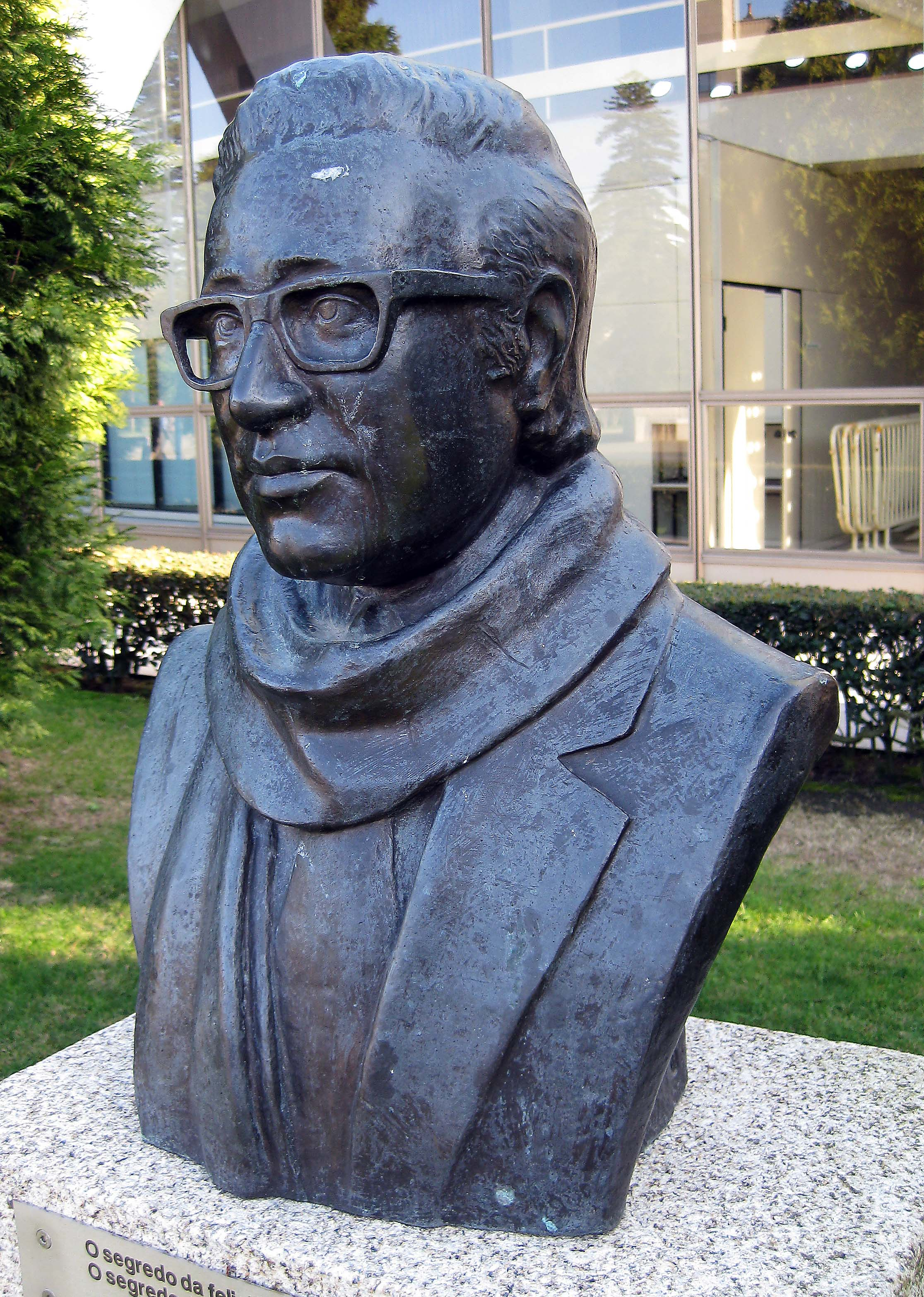
Escultura de homenagem a Adelino Amaro Costa, nos jardins do Palácio de Cristal na cidade do Porto
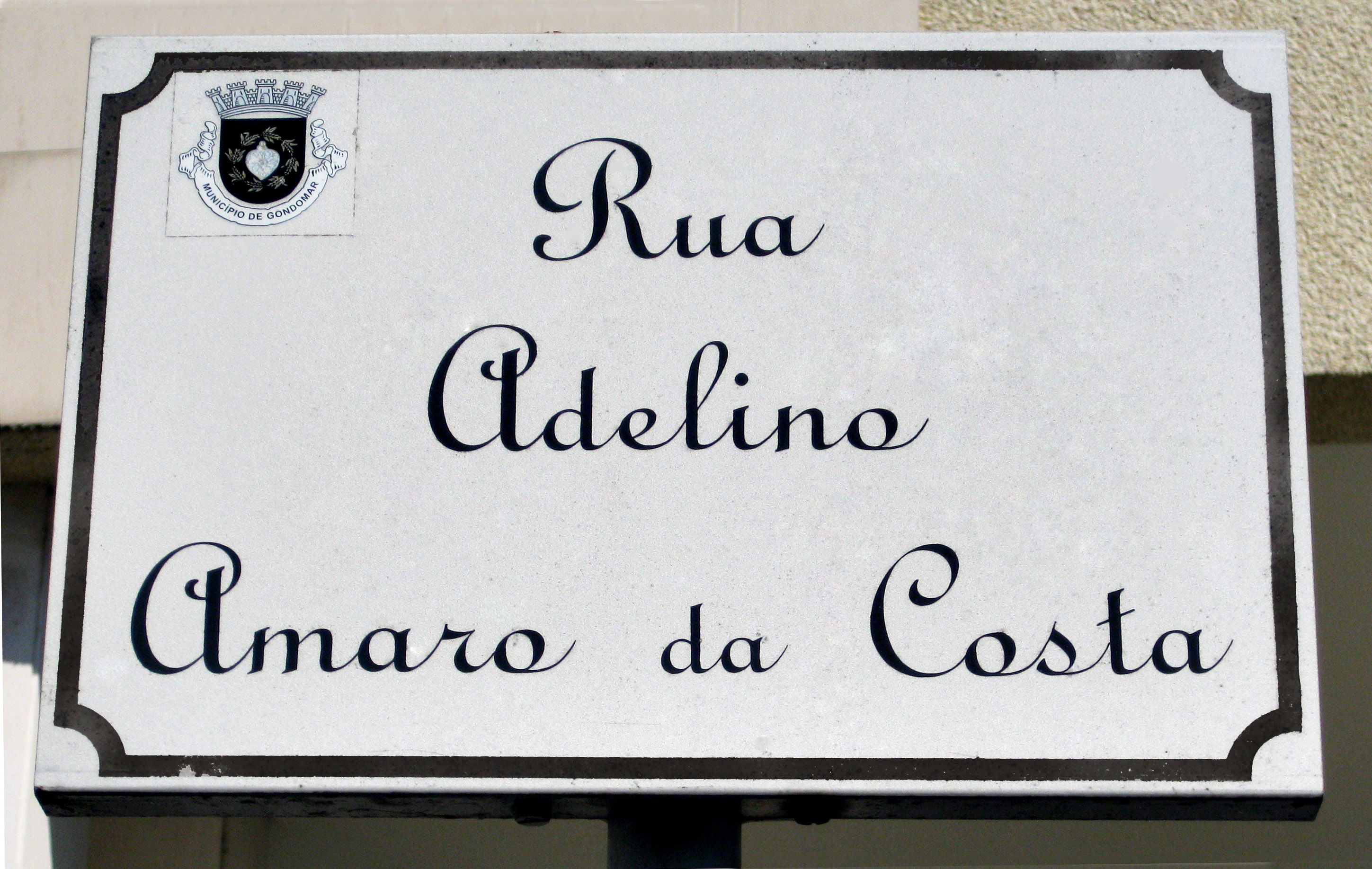
Rua Adelino Amaro Costa, placa toponímica na cidade de Rio Tinto (Gondomar)

Tem uma Avenida com o seu nome em Leiria, outra Avenida com o seu nome em Cascais, Cascais e uma rua com o seu nome em Oliveira do Hospital.